# John Arden
John Arden (Barnsley, South Yorkshire, Regne Unit, el 26 d'octubre de 1930 - 28 de març de 2012) va ser un dramaturg britànic.
Nascut a la ciutat industrial de Barnsley, Arden va estudiar arquitectura a la Universitat de Cambridge i dramatúrgia al College of Art d'Edimburg; en aquesta última institució, amb la col·laboració dels seus companys, va representar la seva primera obra, la comèdia All Fall Down (1955). Acabats els estudis, va alternar l'escriptura amb la seva feina d'assistent d'arquitectura. El 1957 va contraure matrimoni amb l'actriu Margaretta D'Arcy, amb qui escriuria moltes obres a quatre mans. Cap als anys 70 va adoptar una postura més compromesa políticament; és el cas de les obres per a ràdio The Bagman (1972) i Pearl (1978).
John Arden va ser considerat, des dels inicis de la seva trajectòria, com un dels membres més interessants del moviment cultural y artístic dels «Angry Young Men» (Joves Irats). El realisme cru, la violència del llenguatge i la seva rebel·lia latent el vinculen clarament a la nova estètica i a dramaturgs irats com John Osborne i Arnold Wesker. A obres com The Waters of Babylon (1957), Serjeant Musgrave's Dance (1959), The Workhouse Donkey (1963) o Left-Handed Liberty (1965), Arden presenta personatges contradictoris i conflictes morals que queden sense resoldre i respecte als quals l'autor s'absté de prendre posició, generant una ambigüitat dramàtica deliberada.

## Obra dramàtica
- All Fall Down (1955)
- The Life of Man (1956)
- The Waters of Babylon (1957)
- Live Like Pigs (Viure com porcs, 1958)
- Serjeant Musgrave’s Dance (La dansa del sergent Musgrave, 1959)
- The Happy Haven (1960, amb Margaretta D'Arcy)
- The Workhouse Donkey (L'ase de l'hospici, 1963)
- Armstrong’s Last Goodnight (L'últim adéu de John Armstrong, 1964)
- Left-Handed Liberty (1965)
- The Island of the Mighty (L'illa dels poderosos, 1972, amb Margaretta D'Arcy)
- The Non-Stop Connolly Cycle (El cicle interminable de Connolly, 1975, amb Margaretta D'Arcy)
- Vandaleur's Folly (1978, amb Margaretta D'Arcy)
- The Little Gray Home in the West (1982, amb Margaretta D'Arcy

## Narrativa
- Silence Among the Weapons (Silenci entre les armes, 1982) Novel·la

- The Stealing Steps (2003) Contes